# Hellula
Hellula là một chi bướm đêm thuộc họ Crambidae.

## Các loài
- Hellula aqualis Barnes & McDunnough, 1914
- Hellula caecigena (Meyrick, 1933)
- Hellula galapagensis Landry & Roque-Albelo, 2008
- Hellula hydralis Guenée, 1854 – cabbage centre grub
- Hellula kempae Munroe, 1972
- Hellula phidilealis (Walker, 1859) – cabbage budworm moth
- Hellula rogatalis (Hulst, 1886)
- Hellula simplicalis Herrich-Schäffer, 1871
- Hellula subbasalis (Dyar, 1923)
- Hellula undalis (Fabricius, 1794) – cabbage webworm, Old World webworm
- Hellula sp. nov. (extinct)